# Actas de los santos Nereo y Aquileo
Las Actas de los santos Nereo y Aquileo son una obra anónima del siglo V o VI, una legendaria narración de episodios de la vida y del martirio de los santos Nereo y Aquileo y también de muchos otros santos puestos en relación con estos.

## Origen y ediciones
El documento existe en griego y latín. El texto latino, que en el prólogo se presenta como traducción, es considerado un producto del siglo VII basado en un original griego del siglo V o VI. Pero con argumentos que Alberto Ferreiro considera persuasivos, mientras que otros los rechazan, L. Schaeffer opina que el texto latino es el original.
El título de la versión griega es Μαρτύριον τοῦ Ἁγίου Νηρέου καὶ Αχιλλέου (Martirio de los santos Nereo y Aquileo). En latín el nombre generalmente empleado es Acta SS. Nerei e Achillei (Actas de los santos Nereo y Aquileo), como en las ediciones standard de Hans Achelis (1893) e Albrecht Wirth (1890).
El texto griego está disponible en la página web de la Universidad de Tesalónica.
Hay dos ediciones del texto en latín, impresas cada una varias veces:
- Edición de Laurentius Surius (Colonia 1518)
- Edición de los Bolandistas Godfried Henschen e Daniel van Papenbroeck (Amperes 1680)

En general, las diferencias entre estas dos ediciones son verbales y no de fondo. Surius afirma explícitamente haber mejorado el estilo del texto latino encontrado en los manuscritos. Sin embargo, en un lugar el texto de Surius (nos infantulos emit = nos compró cuando aún éramos niños) corresponde a la versión griega (παιδία ἡμᾶς ὑπάρχοντας ὠνήσατο) mucho mejor que el texto de los Bolandistas (nos in famulos comparavit = nos adquirió para serle sirvientes).

## Resumen del contenido
El autor de las Actas de los santos Nereo y Aquileo declara haber recopilado los martirios de su provincia y de querer tratar antes de todo de la muy noble virgen Domitila, sobrina del emperador Domiciano.
Según la narración de las Actas de los santos Nereo y Aquileo, esta Domitila tuvo dos eunucos cubicularii (ayudas de cámara), llamados Nereo y Aquileo, que san Pedro había ganado para Cristo. Estos al ver a su ama vestirse ricamente para su boda le dicen que, si en lugar de adornar tanto el cuerpo para casarse con Aureliano, hijo de un cónsul romano, se dedicase a adornar el alma, ella podría tener como esposo al Hijo inmortal  de Dios. Con largos discursos, que ocupan toda la primera parte de las Actas de los santos Nereo y Aquileo, tratan de las dificultades del matrimonio y los beneficios de la virginidad.
Domitila inicialmente propone objeciones, pero luego acepta los argumentos de sus eunucos y quiere recibir el velo de consagración a la virginidad. Nereo y Aquileo van al obispo Clemente y le cuentan que son esclavos procurados por Plautila, madre de Domitila y hermana del cónsul Clemente, hermano pleno del padre del obispo. Plautila fue convertida al cristianismo por el apóstol Pedro, hizo bautizar a su hija y sus eunucos, y murió en el mismo año, el año en el que también fue martirizado Pedro. Al oír cómo los dos eunucos habían convertido a su ama a la vida de la virginidad, el obispo va a la casa de Domitila y le impone el velo de la consagración. El novio, Aureliano, furioso por haber sido despachado, obtiene del emperador Domiciano  que Domitila, al no renunciar al cristianismo sacrificando a los dioses, sea exiliada a la isla de Ponza con la esperanza de así hacerle cambiar de actitud.
A continuación la leyenda relata en la forma de un intercambio de cartas entre Nereo y Aquileo, que sirven a Domitila en la isla, y el hijo del prefecto de Roma, varias historias sobre los conflictos entre san Pedro y Simón el Mago y sobre Petronila, la hija de san Pedro, a la que su padre curó de una parálisis e hizo recaer en ella en el mismo día. Más tarde, otra vez curada, la virgen promete a un noble romano, que quiere por la fuerza tomarla por mujer, que irá a su casa después de tres días. Durante esos días ella reza, ayuna y muere, y así se la lleva a él como cadáver. Entonces él traslada su atención a otra virgen cristiana, Felícula, que prefiere morir como mártir. El noble hace ejecutar también a san Nicomedes por haber enterrado el cuerpo de Felícula.
En vano Aureliano intenta sobornar Nereo y Aquileo para que induzcan a Domitila a desistir de su propósito. Por eso les hace trasladar a Terracina, donde son torturados y, porque declaran que, por haber sido bautizados por el mismo san Pedro, no poder de ninguna manera  sacrificar a los ídolos, son decapitados. Un discípulo de los dos eunucos roba los cuerpos, los lleva a Roma y los entierra junto a la tomba de Petronila. (Únicamente en este contexto las Actas de  los santos Nereo y Aquileo dan a Domitila el nombre "Flavia Domitila").
Al enterarse de que es aún mayor la influencia que tienen sobre Domitila otros tres cristianos, Eutiques, Victorino y Maro, Aureliano consigue ser autorizado por el nuevo emperador Nerva a tratarlos como esclavos, si recusan de sacrificar. Les impone trabajos duros en su finca.  Allí realizan milagros de curación y convierten muchos al cristianismo. Por aplastar a Maro se le pone en los hombros una enorme piedra, que sólo con dificultad setenta hombres logran mover empleando una polea; pero Maro la lleva fácilmente una distancia de dos millas hasta el lugar donde él era acostumbrado a rezar. A este milagro segue la conversión y el bautismo de la población de la provincia. Finalmente se mata a los tres.
Aureliano hace llevar a Domitila de Ponza a Terracina y la pone en contacto con dos sus hermanas de leche no cristianas. Por su predicación y sus milagros Domitila convierte al cristianismo y a la renuncia al matrimonio a las dos y a sus novios Sulpicio y Serviliano. Entonces Aureliano decide emplear la violencia. Encierra a Domitila en una habitación y se pone a bailar de alegría. Baila dos días y dos noches seguidas y finalmente cae muerto. Todos aterrorizados se convierten en creyentes. Pero el emperador Trajano  autoriza a Luxurio, hermano del fallecido Aureliano, a castigar a voluntad los que no aceptan sacrificar a los dioses. Luxurio hace decapitar a Sulpicio y Serviliano en Roma y luego se va a Terracina, donde mata a Domitilla y sus dos hermanas de leche prendendo fuego a la habitación donde duermen.

## Los juicios sobre el valor histórico del documento
Las excavaciones arqueológicas que han traído a la luz la tumba de Nereo y Aquileo, y la inscripción del siglo IV confirman el martirio de los dos santos, pero no los relatos legendarios contados en las Actas de los santos Nereo y Aquileo.
Los historiadores describen la obra somo "espuria", imaginaria, "leyenda bizarra (que) no merece ninguna fe".
Philippe Pergola dice: "La narración está novelada hasta un punto tal que es imposible atribuirle un valor histórico confiable para todas las informaciones no ya comprobadas en otras fuentes. Los elementos nuevos de este texto son en su mayoría contradictorias o inverosímiles, tanto en lo que concierne Flavia Domitila como acerca de los otros personajes, conocidos además por materiales más seguros".